# Palas y el Centauro
Palas y el Centauro, conocida en italiano como Pallade che doma il centauro, es un cuadro realizado al temple sobre tela de 207 centímetros de alto y 148 cm de ancho, realizado entre el año 1482 y 1483 por el pintor italiano Sandro Botticelli por encargo de Lorenzo di Pierfrancesco de Médici. Se conserva en la Galería de los Uffizi de Florencia. Puesto que el nombre latino de Palas Atenea es Minerva, el cuadro es conocido también como Minerva y el centauro.
Forma parte de las obras profanas que Botticelli pintó en los años 1480, después de su estancia en Roma para pintar los muros de la Capilla Sixtina. Inmediatamente después de esta experiencia romana, realiza algunas de sus obras mitológicas y poéticas más bellas, muy vinculadas de una manera u otra al mecenazgo de los Médici: los cuatro paneles pintados al temple representando la novela de Boccaccio Nastagio degli Onesti, la célebre Primavera, El nacimiento de Venus y también esta Palas y el Centauro.
El término «profano», dado que no ilustra escenas religiosas sino mitológicas, marca un giro en la carrera del artista. El artista se vincula sobre todo a una pintura rica en símbolos en los que se mezcla la antigüedad con el cristianismo, mientras que el Renacimiento ponía entonces al día la perspectiva.
La tela fue pintada para las bodas de Lorenzo il Popolano (con Semiramide Appiani) o quizá de su hermano Giovanni, y pudo portar un mensaje matrimonial, entendido como la belleza femenina que doma la fogosidad masculina. Un inventario que data de 1499, que no se descubrió hasta 1975, contiene una lista de las propiedades de Lorenzo di Pierfrancesco y su hermano Giovanni y confirma que en el siglo XV esta pintura de "Palas y el Centauro" (aunque el título es convencional) colgaba sobre la puerta de la misma habitación que la Primavera, en el palacio familiar de la Vía Larga (Florencia). Que se trata de un encargo de los Médici se muestra en el vestido claro que viste, pues en él se representan anillos entrelazados con diamantes engastados, un emblema de dicha familia. Giorgio Vasari menciona la existencia de esta pintura, pero hasta 1895 no se localizó, en el desván del Palacio Pitti de Florencia, lo que evidencia el escaso aprecio que existió durante siglos por la obra de Botticelli.
El desnudo paisaje de esta pintura hace que la mirada se centre en las dos figuras. Un centauro ha sobrepasado los límites, internándose en territorio prohibido. Lleva carcaj y arco. Este ser lujurioso, mitad caballo y mitad hombre, es controlado por una ninfa guardiana armada con un escudo que le cuelga del hombro y una alabarda, y le ha cogido por los cabellos. La mujer ha sido identificada como la diosa Palas Atenea (equivalente a Minerva, la diosa latina de los artesanos). También se ha visto en ella a la amazona Camila, casta heroína de la Eneida de Virgilio. Palas lleva en los brazos, el torso y la cabeza ramas de olivo.
Lo que no se discute es el contenido moral de la pintura, en la que la virtud y la castidad vencen a la sensualidad, a la brutalidad del instinto, según los preceptos de Ficino. Las dos partes del alma humana, luchando entre ellas, están representadas por la naturaleza dual del centauro. Este último quizá fue inspirado por algún relieve clásico, aunque la expresión patética, entre irritada y triste, es enteramente de Botticelli.
Otra interpretación del cuadro hace referencia a la labor política de Lorenzo de Médici como pacificador. Así, Palas sería la señoría florentina de Lorenzo el Magnífico que en aquel periodo estaba en Nápoles para evitar la guerra, simbolizada por el Centauro, entre el Papa y el Rey de Nápoles, en su célebre función de "fiel de la balanza" de los potentados italianos de finales del siglo XV. Esta interpretación justificaría la corona y la decoración de la ropa con ramos de olivo, lo que es notorio que simboliza la paz.
Esta pintura marca el final del periodo mediceo de Botticelli, pues de aquí en adelante la temática de sus pinturas cambia y se convierte crecientemente en religiosa.
RESUMEN
Fue pintada en 1482. La diosa de la sabiduría, Minerva se presenta vestida con un vestido semitransparente adornado con tres anillos entrelazados que forman el escudo de los Médici. A su lado, un centauro la miraba con gesto de dolor y es controlado por la diosa, ya que ella, lo agarra del pelo mientras que sujeta un arma. La perspectiva está perfectamente captada, uniendo referencias arquitectónicas y paisaje.
.